# Цюрих – Лозанна
Цюрих – Лозанна (фр. Zurich-Lausanne) — шоссейная однодневная велогонка, с 1944 по 1949 год проводившаяся в Швейцарии по маршруту Цюрих – Лозанна. Первый выпуск 1944 года проходил в формате многодневной гонки.

## Призёры
| Год  | Победитель      | Второй             | Третий            |
| ---- | --------------- | ------------------ | ----------------- |
| 1944 | Ханс Кнехт      | Курт Цаугг         | Эрнст Неф         |
| 1945 | Ги Лапеби       | Пьетро Тарчини     | Ханс Маг          |
| 1946 | Эрнст Неф       | Эмилио Крочи Торти | Готтфрид Виленман |
| 1947 | Ренцо Дзанацци  | Пьетро Тарчини     | Хуго Коблет       |
| 1948 | Оскар Платтнер  | Проспер Депредомм  | Шарль Гюйо        |
| 1949 | Камиль Дангийом | Шарль Гюйо         | Роже Бон          |